# Det Japanske Hav
Det Japanske Hav (japansk: 日本海 (Japanske Hav), koreansk: 동해 (Østhavet)) er en del af det vestlige Stillehav. Vandområdet er afgrænset mod øst af de japanske øer Hokkaido, Honshū og Kyushu samt den russiske ø Sakhalin og mod vest af Koreahalvøen og Rusland. Det japanske Havs dybeste punkt er 3.742 meter, og gennemsnitsdybden er 1.752 m. Arealet er på 978.000 km².
40°N 135°Ø / 40°N 135°Ø